# 85 (szám)
A 85 (római számmal: LXXXV) a 84 és 86 között található természetes szám.

## A szám a matematikában
A tízes számrendszerbeli 85-ös a kettes számrendszerben 1010101, a nyolcas számrendszerben 125, a tizenhatos számrendszerben 55 alakban írható fel.
A 85 páratlan szám, összetett szám, azon belül félprím, kanonikus alakban az 51 · 171 szorzattal, normálalakban a 8,5 · 101 szorzattal írható fel. Négy osztója van a természetes számok halmazán, ezek növekvő sorrendben: 1, 5, 17 és 85.
Oktaéderszám, középpontos háromszögszám, középpontos négyzetszám, tízszögszám.
A legkisebb szám, ami kétféleképpen is kifejezhető az 1 felhasználása nélkül két négyzetszám összegeként: 85 = 92 + 22 = 72 + 62.
Tízes számrendszerben Smith-szám.
Palindromszám a következő számrendszerekben: 2 (10101012), 4 (11114), 7 (1517) és 16 (5516). Repdigit a 4-es és 16-os számrendszerben.
A 85 nyolc szám valódiosztóösszeg-függvényeként áll elő, ezek a 395, 803, 923, 1139, 1403, 1643, 1739 és 1763.
A 85 négyzete 7225, köbe 614 125, négyzetgyöke 9,21954, köbgyöke 4,39683, reciproka 0,011765. A 85 egység sugarú kör kerülete 534,07075 egység, területe 22 698,00692 területegység; a 85 egység sugarú gömb térfogata 2 572 440,785 térfogategység.
A 85 helyen az Euler-függvény helyettesítési értéke 64, a Möbius-függvényé 1, a Mertens-függvényé −3.

## A szám mint sorszám, jelzés
A periódusos rendszer 85. eleme az asztácium.